# Tengden TB-001
Le TB-001, surnommé «Twin-Tailed Scorpion», est un véhicule aérien de combat sans pilote (UCAV) à moyenne altitude et longue endurance (MALE) conçu par Sichuan Tengden. Il est utilisé par l'Armée populaire de libération.

## Développement
Le TB-001 a été dévoilé pour la première fois en septembre 2017.
En 2020, la variante à trois moteurs du TB-001A a été dévoilée, ce développement ayant pris apparemment moins de six mois.

## Caractéristiques techniques
Le drone présente une configuration bipoutre similaire à celle du chasseur Lockheed P-38 Lightning.
La voilure est une aile haute, sans flèche et de grand allongement.
Il dispose d'une paire de moteurs à pistons turbocompressés placés sous l'aile, de chaque côté du fuselage central, chaque moteur entraînant une hélice tripale. Le drone dispose de quatre points d'emport externes qui lui permettent d'emporter une large gamme de missiles air-sol, de bombes guidées ou même de missiles de croisière.

Le drone peut atteindre une portée de communication effective de 280 km avec le poste de commandement au sol en visibilité directe. Dans le même temps, le drone de combat TB001 peut également être équipé d'un ensemble de liaisons de données de communication par satellite, ce qui étend le rayon de distance de communication bidirectionnelle à 3 000 km.
Le décollage et atterrissage se font de manière classique sur une piste.

## Variantes
TB-001 : variante de base.
TB-001A : Développé à partir du TB-001 original. Amélioré avec un moteur supplémentaire sur la queue. La masse maximale au décollage est augmentée de 2 800 kg du TB-001 d'origine à 3 200 kg, la charge utile est augmentée de 1 200 kg à 1 500 kg, et plafond de vol de 8 000 m à 9 500 m. La distance de décollage est réduite à 500 m et a une vitesse ascensionnelle maximale de plus de 10 m/s. L'autonomie de vol maximale est de 35 h, identique à TB-001.

## Historique opérationnel
En août 2021, le TB-001 a été repéré à deux reprises en mer de Chine orientale par la Force maritime d'autodéfense japonaise. Lors de la première rencontre, le TB-001 a survolé la mer de Chine orientale sans accompagnement, et lors de la deuxième rencontre, il a survolé le détroit de Miyako aux côtés de deux avions Shaanxi Y-9.

## Opérateur
Maroc
 République populaire de Chine